# Пълна лудница
„Пълна лудница“ е популярно българско комедийно телевизионно предаване, започнало по Нова телевизия като пародия на известни телевизионни предавания. Най-известните пародии, застъпвани в предаването, са „Хвани Богат“, „Мрази сутрин“, „На шкембе“, пародии на новинарските емисии „Календар“ и „Времето“ на Нова ТВ и други. Участват някои водещи от „Господари на ефира“, като Димитър Рачков, Мария Игнатова, Васил Василев-Зуека, Румен Угрински и др. Продължителността е 60 минути.
От есента на 2009 г. шоуто се премества по БТВ заради по-добри финансови предложения. Продължителността е 60 минути, като се излъчва веднъж седмично. Отначало то запазва първоначалния си формат, но впоследствие е преструктурирано във формата на комедиен сериал, като действието се развива в Перник и главни герои са футболистът Жоро Бекъма, майка му Мама Божка, жена му Марчето и други. Главен сценарист на предаването е Влади Априлов, като той, заедно със сценариста Добромир Байчев, измислят персонажите, изиграни в главните роли от Мария Сапунджиева, Мария Игнатова и Димитър Рачков. През април 2012 г. предаването е свалено от ефир, заедно с другата продукция на „Глобъл Вижън“ – „Господари на ефира“. Посочената причина от продуцентите е опити за налагане на цензура в „Господари на ефира“ от страна на телевизията.
През есента на 2012 г. предаването се завръща заедно с „Господари на ефира“ на екран обратно по Нова телевизия, като от 12 юли до 11 септември 2012 г. се излъчват 10-те най-добри серии от предходни години. На 18 септември започва нов сезон, в който има комбинация между двата формата на шоуто. Излъчва се всеки вторник от 21:00 часа, като продължителността е 60 минути. Финалът на сезона е на 4 декември. Повторенията се излъчват по Диема. На 7 март 2013 г. стартира новият сезон на предаването, като то вече се излъчва всеки четвъртък от 20:00 часа. Той приключва на 30 май, като с това се слага и край на предаването.
Продуценти на предаването са Джуди и Магърдич Халваджиян, а изпълнителен продуцент е „Глобал Вижън“.

## Актьори
- Димитър Рачков (2009 – 2013)
- Васил Василев-Зуека (2009 – 2013)
- Мария Игнатова (2009 – 2013)
- Мария Сапунджиева (2009 – 2013)
- Албена Михова (2009 – 2013)
- Румен Угрински (2009 – 2013)
- Алексей Кожухаров (2009 – 2013)
- Влади Априлов (2009 – 2013)
- Герасим Георгиев-Геро (2010 – 2013)
- Стефан Рядков (2010 – 2013)
- Георги Низамов (2012 – 2013)
- Виктория Колева (2010 – 2012)
- Емил Бонев (2010 – 2012)
- Цветомира Даскалова (2011 – 2012)
- Екатерина Стоянова (2011 – 2012)
- Звезделин Минков (2011 – 2012)
- Алан Априлов (2011 – 2012)
- Силвестър Силвестров (2009 – 2011)
- Валентин Танев (2009 – 2010)
- Китодар Тодоров (2009 – 2010)
- Иван Чешмеджиев (2009)
- Венцислав Куцаров (2009)
- Стефан Курдов (2009)